# Galatella divaricata
Galatella divaricata là một loài thực vật có hoa trong họ Cúc. Loài này được (Fisch. ex M.Bieb.) Novopokr. mô tả khoa học đầu tiên năm 1918.